# 얄 쿨레
얄 쿨레(스웨덴어: Jarl Kulle, 1927년 2월 28일 ~ 1997년 10월 3일)는 스웨덴의 배우, 영화 감독이다.

## 영화
- 알프레드 (1995년)
- 알프레드 노벨 (1995년)
- 헤르만의 승리 (1990년)
- 바베트의 만찬 (1987년) - 로렌스 로렌하임 역
- 화니와 알렉산더 (1982년)
- 라스무스와 방랑자 (1981년)
- 이 모든 여인들 (1964년)
- 악마의 눈 (1960년)
- 한여름 밤의 미소 (1955년)
- 여자들의 꿈 (1952년)